# 마크 아이셤
마크 웨어 아이셤(영어: Mark Ware Isham, 1951년 9월 7일 ~ )은 미국의 트럼펫, 신시사이저 연주자, 영화 음악 작곡가이다. 뉴욕 출신으로, 아버지는 음악 교사, 어머니는 바이올리니스트로, 음악가 집안에서 태어났다. 1990년에 그래미상을 수상하였다.

## OST 담당 영화
| 연도 | 제목                                  | 감독               | 비고 |
| ---- | ------------------------------------- | ------------------ | ---- |
| 1991 | 《흐르는 강물처럼》                   | 로버트 레드퍼드    |      |
| 2007 | 《그레이시 스토리》                   | 데이비스 구겐하임  |      |
| 2010 | 《크레이지》                          | 브렉 아이스너      |      |
| 2011 | 《메카닉》                            | 사이먼 웨스트      |      |
| 2011 | 《돌핀 테일》                         | 찰스 마틴 스미스   |      |
| 2011 | 《더 팩토리》                         | 모건 오닐          |      |
| 2011 | 《워리어》                            | 개빈 오코너        |      |
| 2012 | 《더 럭키 원》                        | 스콧 힉스          |      |
| 2013 | 《미스터와 피트의 피할 수 없는 싸움》 | 조지 틸먼 주니어   |      |
| 2013 | 《42》                                | 브라이언 헬걸런드  |      |
| 2016 | 《디 어카운턴트》                     | 개빈 오코너 주니어 |      |
| 2016 | 《메카닉: 리크루트》                  | 데니스 간젤        |      |